# Clossiana major
Clossiana major är en fjärilsart som beskrevs av Eugen Johann Christoph Esper 1785. Clossiana major ingår i släktet Clossiana och familjen praktfjärilar. Inga underarter finns listade i Catalogue of Life.